# Renato Cecilia
Renato Cecilia (Roma, 25 ottobre 1931 – 19 marzo 2010) è stato un attore italiano.

## Biografia
Proveniente dall'ambiente dell'avanspettacolo, ha interpretato circa trenta film in ruoli secondari e tre film da protagonista negli anni settanta. Talvolta venne accreditato come Fortunato Cecilia.

## Filmografia
- Ciccio perdona... Io no!, regia di Marcello Ciorciolini (1968)
- I 2 deputati, regia di Giovanni Grimaldi (1968)
- Don Chisciotte e Sancio Panza, regia di Giovanni Grimaldi (1968)
- I due maghi del pallone, regia di Mariano Laurenti (1970)
- Le castagne sono buone, regia di Pietro Germi (1970)
- Milano calibro 9, regia di Fernando Di Leo (1972)
- La bella Antonia, prima Monica e poi Dimonia, regia di Mariano Laurenti (1972)
- Decameron proibitissimo (Boccaccio mio statte zitto), regia di Marino Girolami (1972)
- Meo Patacca, regia di Marcello Ciorciolini (1972)
- La polizia ringrazia, regia di Steno (1972)
- Decameron nº 2 - Le altre novelle del Boccaccio, regia di Mino Guerrini (1972)
- Gli altri racconti di Canterbury, regia di Mino Guerrini (1972)
- La vedova inconsolabile ringrazia quanti la consolarono, regia di Mariano Laurenti (1973)
- I racconti di Viterbury - Le più allegre storie del '300, regia di Mario Caiano (1973)
- Teresa la ladra, regia di Carlo Di Palma (1973)
- Primo tango a Roma - Storia d'amore e d'alchimia, regia di Lorenzo Gicca Palli (1973)
- I racconti di Canterbury N. 2, regia di Lucio Dandolo (1973)
- Le favolose notti d'oriente, regia di Mino Guerrini (1973)
- Scusi, si potrebbe evitare il servizio militare?... No!, regia di Luigi Petrini (1974)
- La mafia mi fa un baffo, regia di Riccardo Garrone (1974)
- La donna della domenica, regia di Luigi Comencini (1975)
- La commessa, regia di Riccardo Garrone (1975)
- Quant'è bella la Bernarda, tutta nera, tutta calda, regia di Lucio Dandolo (1975)
- Riavanti... Marsch!, regia di Luciano Salce (1979)
- I camionisti, regia di Flavio Mogherini (1982)
- Sbirulino, regia di Flavio Mogherini (1982)
- Ricomincio da zero, regia di Lello Pontecorvo (1982)
- Com'è dura l'avventura, regia di Flavio Mogherini (1987)